# 喬爾諾戈洛瓦
48°51′3″N 22°36′25″E / 48.85083°N 22.60694°E

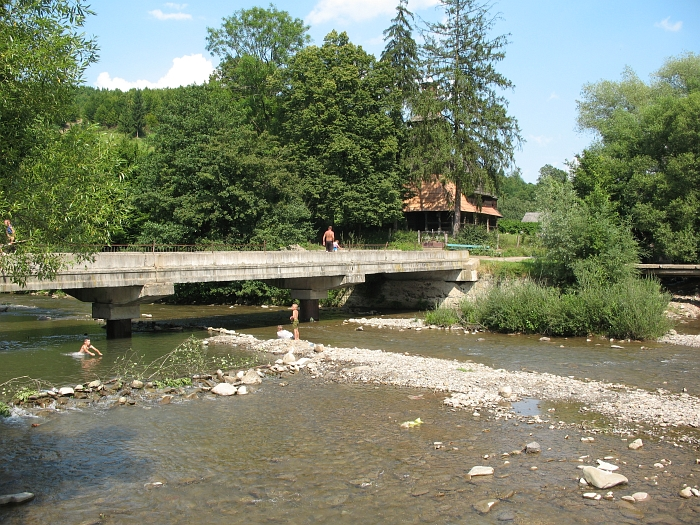

喬爾諾戈洛瓦（烏克蘭語：Чорноголова）是烏克蘭西部的村莊，隸屬外喀爾巴阡州的烏日霍羅德區。該村始建於1500年，面積92.8平方公里，海拔高度324米，2001年人口1,348。